# Jardin botanique de Padoue
 (mai 2020).
Si vous disposez d'ouvrages ou d'articles de référence ou si vous connaissez des sites web de qualité traitant du thème abordé ici, merci de compléter l'article en donnant les références utiles à sa vérifiabilité et en les liant à la section « Notes et références ».
Le Jardin botanique de Padoue (Orto botanico di Padova en italien) est le plus ancien jardin botanique encore existant au monde, créé en 1545. C'est un monument de valeur historique, architecturale et botanique classé par l’Organisation des Nations unies pour l'éducation, la science et la culture (UNESCO) au patrimoine de l'humanité. Ce jardin botanique est situé à Padoue, dans la région de Vénétie, en Italie.

## Histoire

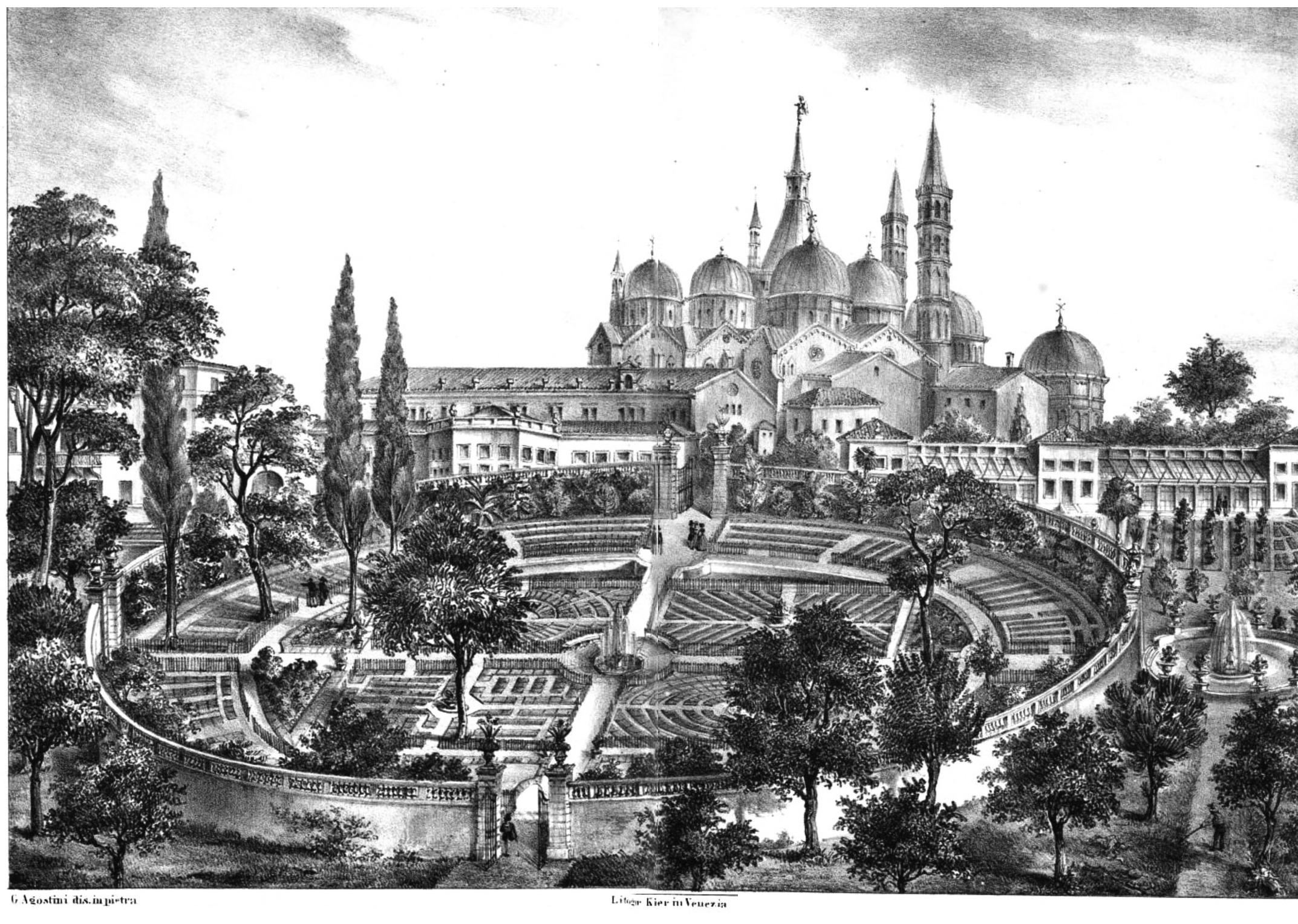
Le jardin botanique de Padoue sur une gravure ancienne.

Fondé en 1545, il est le plus ancien jardin botanique universitaire du monde. Il a été créé par Francesco Bonafede sur commande du Sénat de la république de Venise pour la culture des plantes médicinales, qui en ce temps-là constituaient la plupart des « simples », c’est-à-dire ces médicaments qui étaient extraits directement de substances végétales naturelles. Pour cette raison, les premiers jardins botaniques s’appelaient jardin des simples.
L’institution du jardin devait aider les étudiants à reconnaître les différents types des plantes médicinales.
À cause des nombreux vols, et malgré les sanctions, on édifia un mur d'enceinte circulaire autour du jardin pour le protéger.
Le jardin s’enrichit de plantes en provenance du monde entier et en particulier des pays où la république de Venise avait ses possessions ou ses échanges commerciaux.
Pour cela, Padoue a joué un rôle important pour l'introduction et l’étude de beaucoup de plantes exotiques.
À côté du jardin on édifia la bibliothèque, l’herbier et les différents laboratoires. Comme les autres  institutions universitaires italiennes, le jardin botanique de Padoue déroule une intense activité didactique de divulgation, de recherche et s’intéresse à la conservation des espèces rares et menacées.
En 1997 le jardin botanique a été placé dans la liste du patrimoine mondial de l’UNESCO, avec la justification suivante :

« Le Jardin botanique de Padoue est à l'origine de tous les jardins botaniques du monde et représente le berceau de la science, des échanges scientifiques et de la compréhension des relations entre la nature et la culture. Il a largement contribué à l'essor de nombreuses disciplines scientifiques modernes, notamment la botanique, la médecine, la chimie, l'écologie et la pharmacie. »

L'Orto botanico di Padova est le premier et le seul jardin qui conserve strictement son emplacement et son dessin d’origine en comparaison avec les jardins de la même époque comme à Pise ou à Florence.
Parmi les « préfets » célèbres : Gabriele Falloppio, Giacomo Antonio Cortuso, Giulio Pontedera, Luigi Anguillara, Prospero Alpini, Roberto de Visiani.

## Architecture

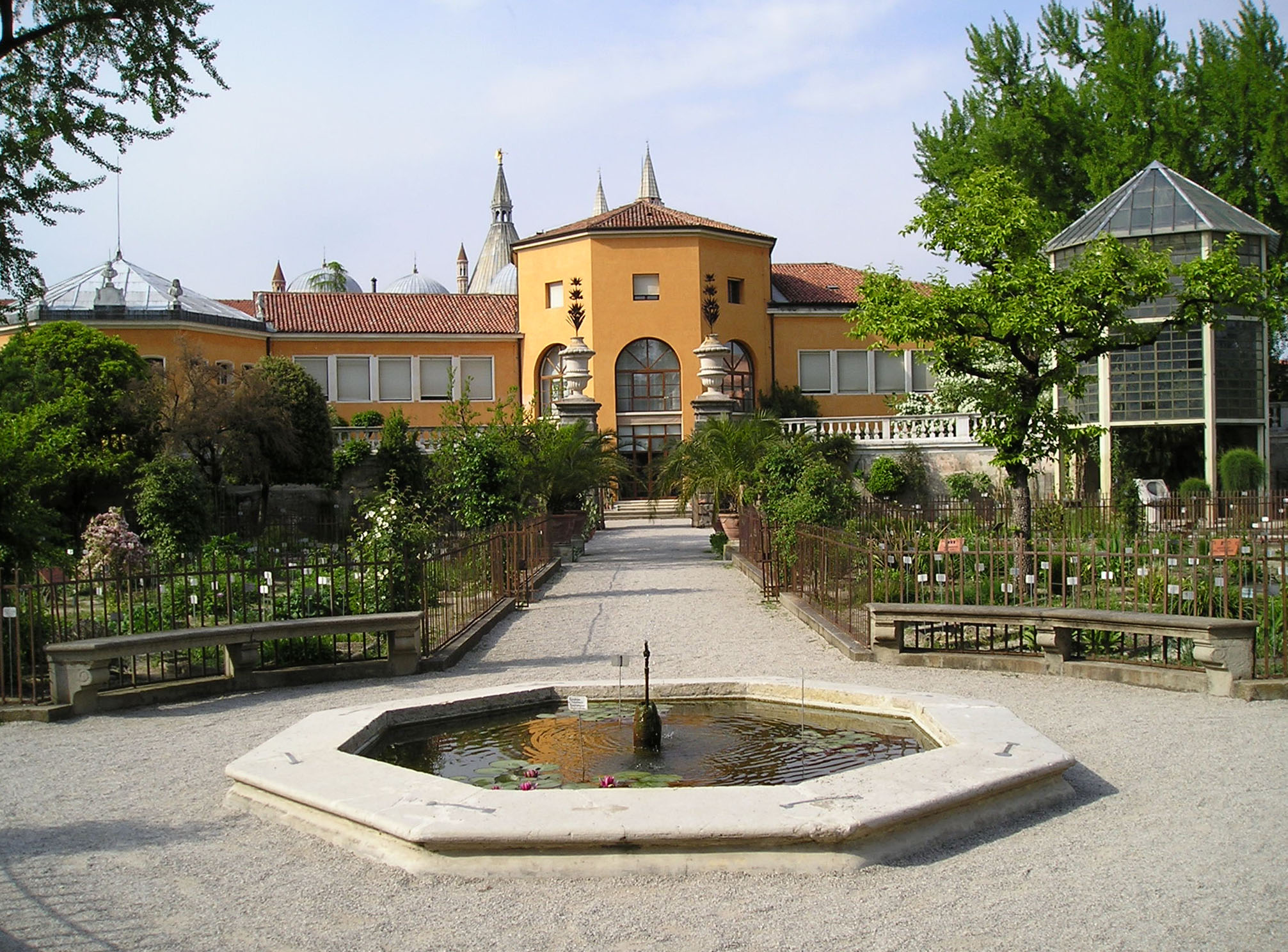
Le Jardin botanique de Padoue

Pendant la première partie du XVe siècle Padoue connaît un extraordinaire développement du bâtiment public.
La tradition dit que la république de Venise a donné mandat à Andrea Moroni de bâtir les nouveaux murs de protection du Jardin. Il s’inspire des « Horti Conclusi » du Moyen Âge, tandis que c’est le cercle avec le carré inscrit à l'intérieur qui exprime une idée de perfection.
Le carré est divisé lui-même en quatre secteurs par quatre allées partant d’un point central orienté vers les quatre points cardinaux.
Le jardin fut bâti très rapidement et inauguré en 1545,  et dès l’année suivante les leçons commencèrent. À la fin du XVIe siècle beaucoup de fontaines ont été bâties dans le Jardin, aussi pour en assurer l’irrigation. Au cours des XVIIIe et XVIIe siècles, beaucoup d’œuvres furent construites comme la fontaine des quatre saisons, complétée aussi par quatre bustes du XVIIIe siècle en marbre de Carrare.
Dans le jardin, on peut compter trois méridiennes : la première est cubique, la deuxième sphérique et la troisième conique. Dans la première moitié du XVIe siècle on a réalisé les serres et le théâtre botanique ; dans l'enceinte, se trouvent les bustes d’éminents botanistes parmi lesquels Linné. L'une des serres est encore en l'état original avec les petites colonnes et les arcs en église[pas clair].

## Les arbres

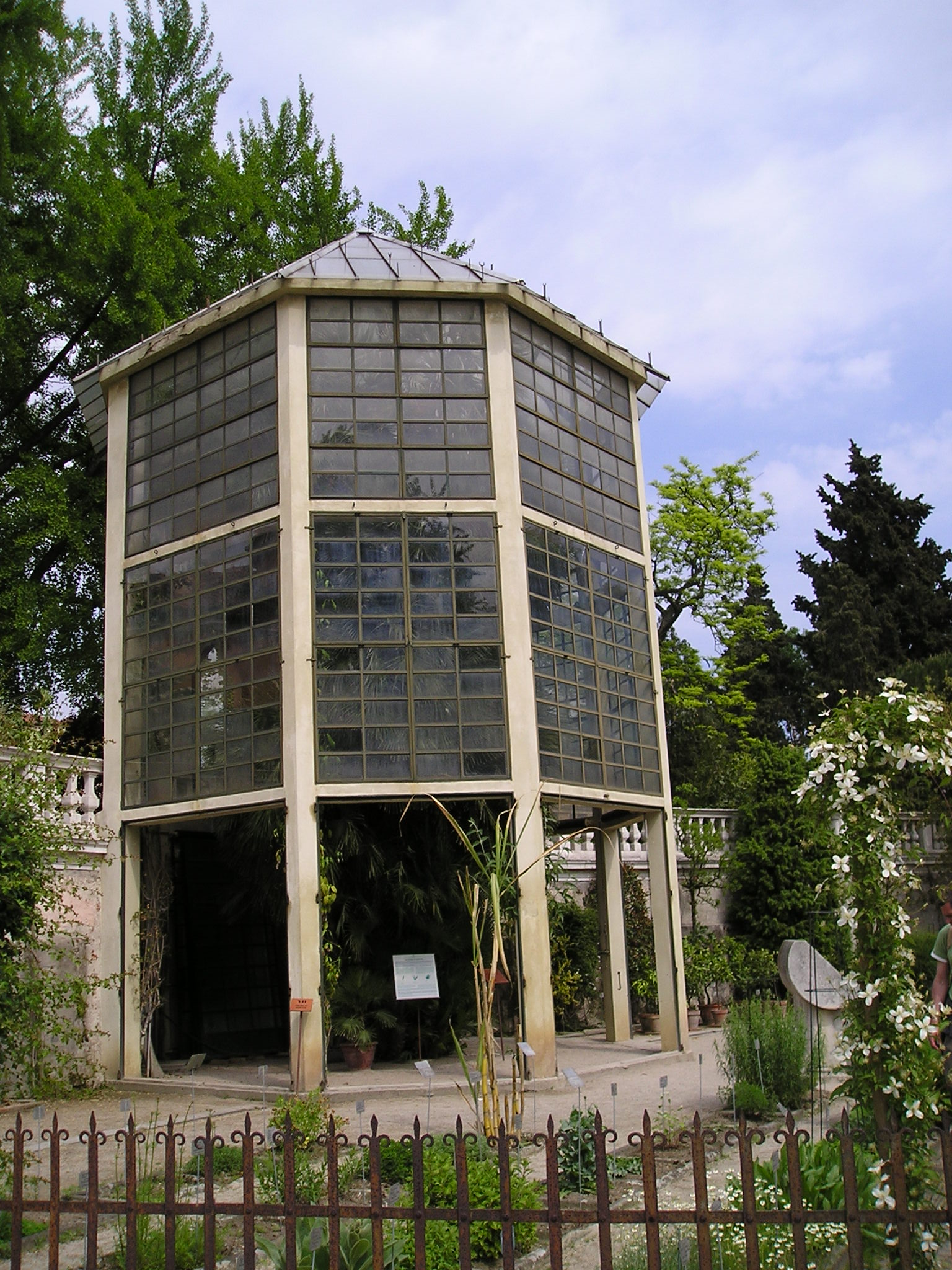
Palmier dit « de Goethe »

Le Jardin botanique de Padoue a toujours rassemblé et cultivé des plantes exotiques rares introduites ensuite dans le reste de l'Europe. Parmi ces plantes, on compte un gattilier qui a vécu jusqu'en 1984 (cité dans un inventaire de 1550) et un palmier nain de la variété Arborescens qui inspira Goethe durant son séjour en Italie en 1786 dans son essai nommé Versuch die Metamolphosen der Pflanzen zu erklären. Ce palmier se trouve dans une serre à l’intérieur de l'hortus sphaericus où l'on trouve aussi un ginkgo et un magnolia parmi les plus anciens d’Europe.
À l’extérieur, dans l'arboretum, pousse, depuis 1680, un gigantesque platane au tronc creux depuis qu'il a subi les attaques de la foudre.
De 1760 à la fin du siècle, on a réalisé diverses modifications comme l’installation de conifères, de deux magnolias à l’entrée, d'un petit pont et des sentiers dans le style des parcs à l'anglaise.
Entre autres, il y a dans l’arboretum un tronc d'orme sectionné qui met en évidence les cernes annuels de croissance.

## Les collections
Du fait de l'espace limité des serres, les collections vivantes du jardin botanique sont conservées pour la plupart en plein air.
Le nombre de plantes cultivées est aujourd’hui de 6 000 exemplaires environ.
Leur disposition suit des critères taxonomiques, utilitaires, écologiques et historiques.
Parmi les collections à finalité utilitaire, une place particulière est réservée aux collections de plantes médicinales qui jouent un rôle essentiel.
Chaque plante est identifiée par un petit panneau qui en indique le nom scientifique et les principales propriétés thérapeutiques.
On a récemment créé une collection de plantes vénéneuses avec des finalités principalement didactiques.
Plusieurs plantes vénéneuses sont situées aussi dans le secteur des plantes médicinales parce que, à des doses  adaptées, elles peuvent avoir un effet bénéfique dans le traitement des maladies.
Dans le jardin botanique, on trouve une collection de plantes carnivores et de plantes médicinales et vénéneuses dans l'« hortus cinctus ».

## Illustrations

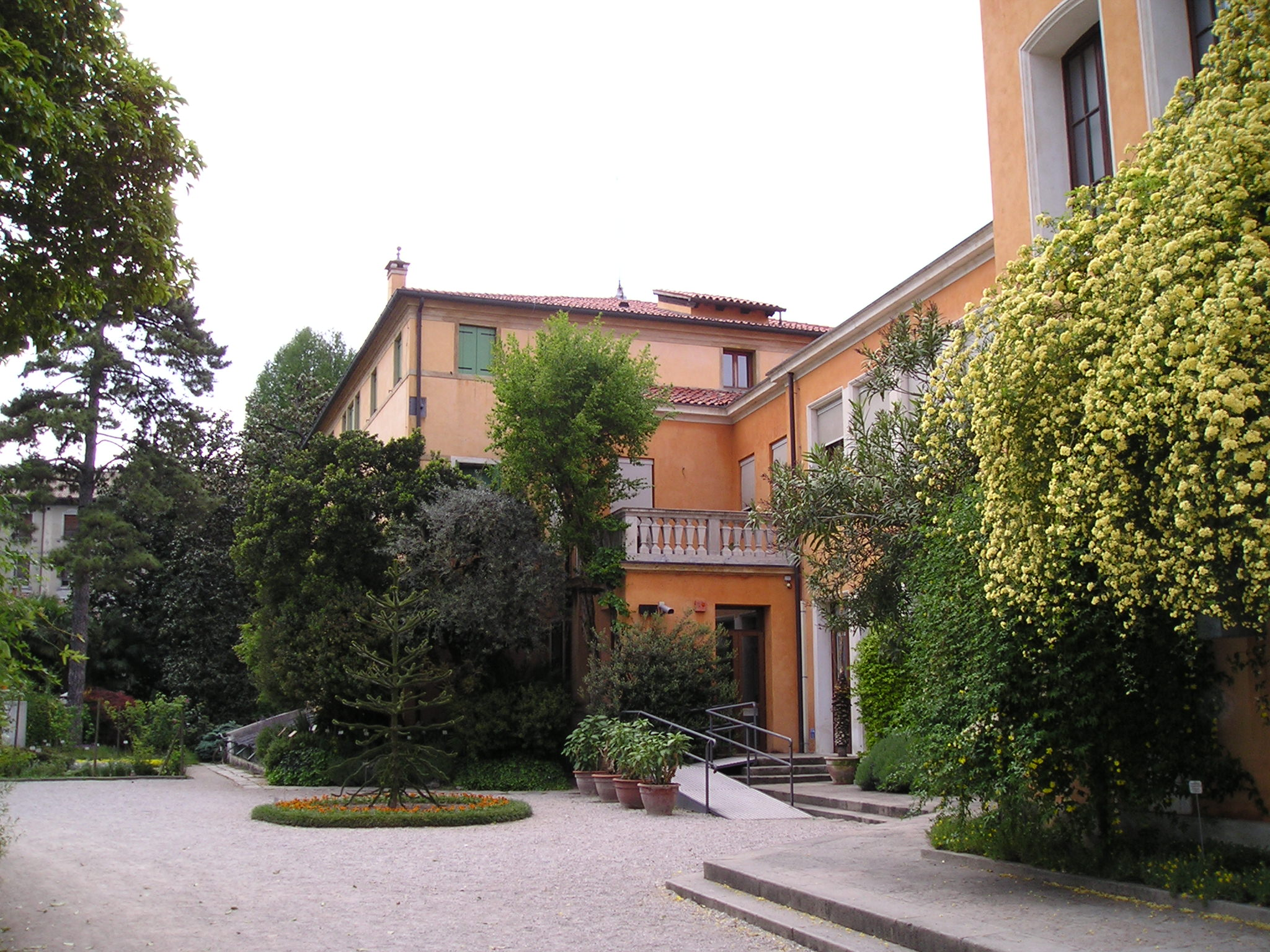
Aire de la flore méditerranéenne.
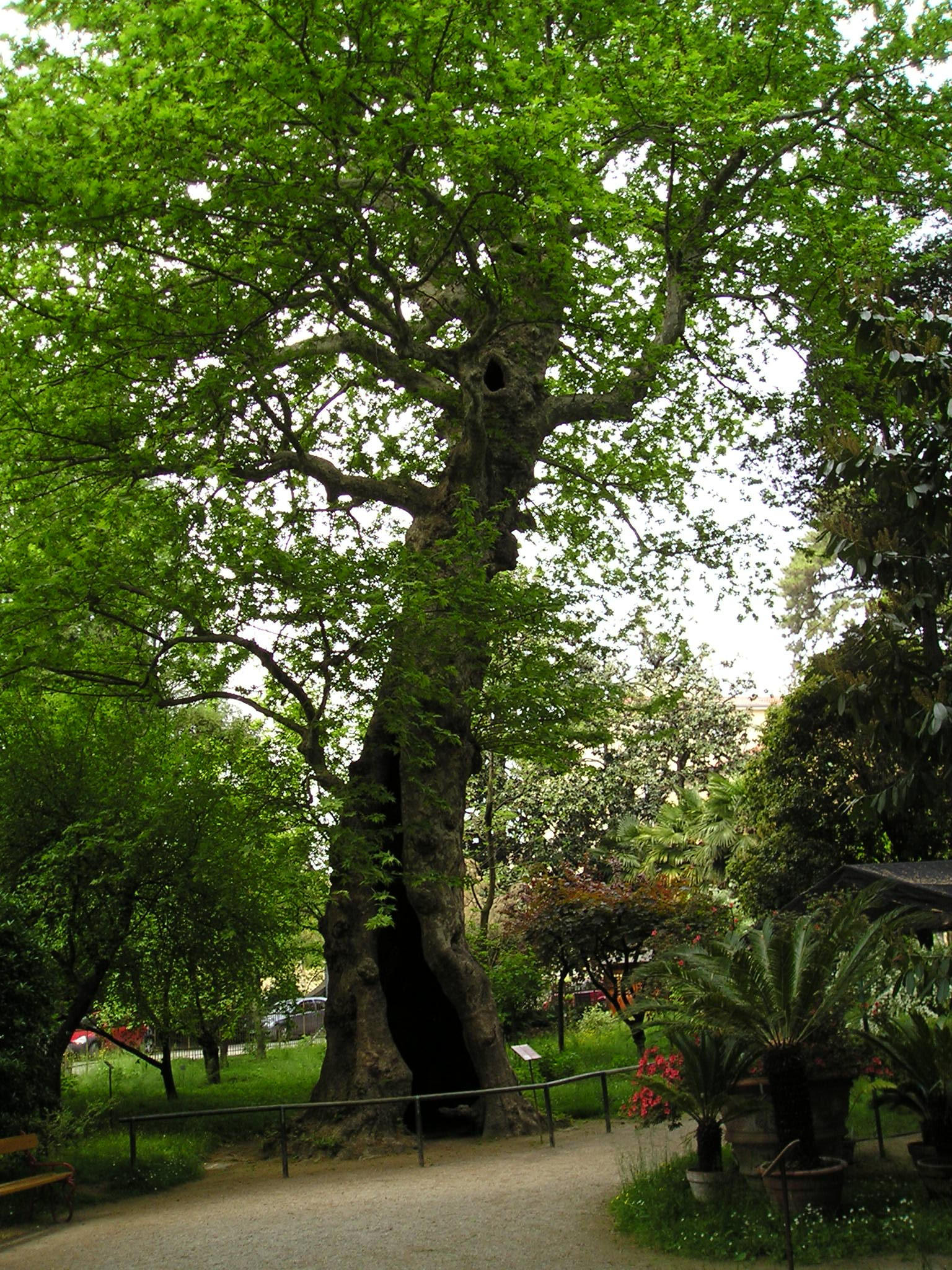
Platane d'Orient au tronc vide, planté en 1680.
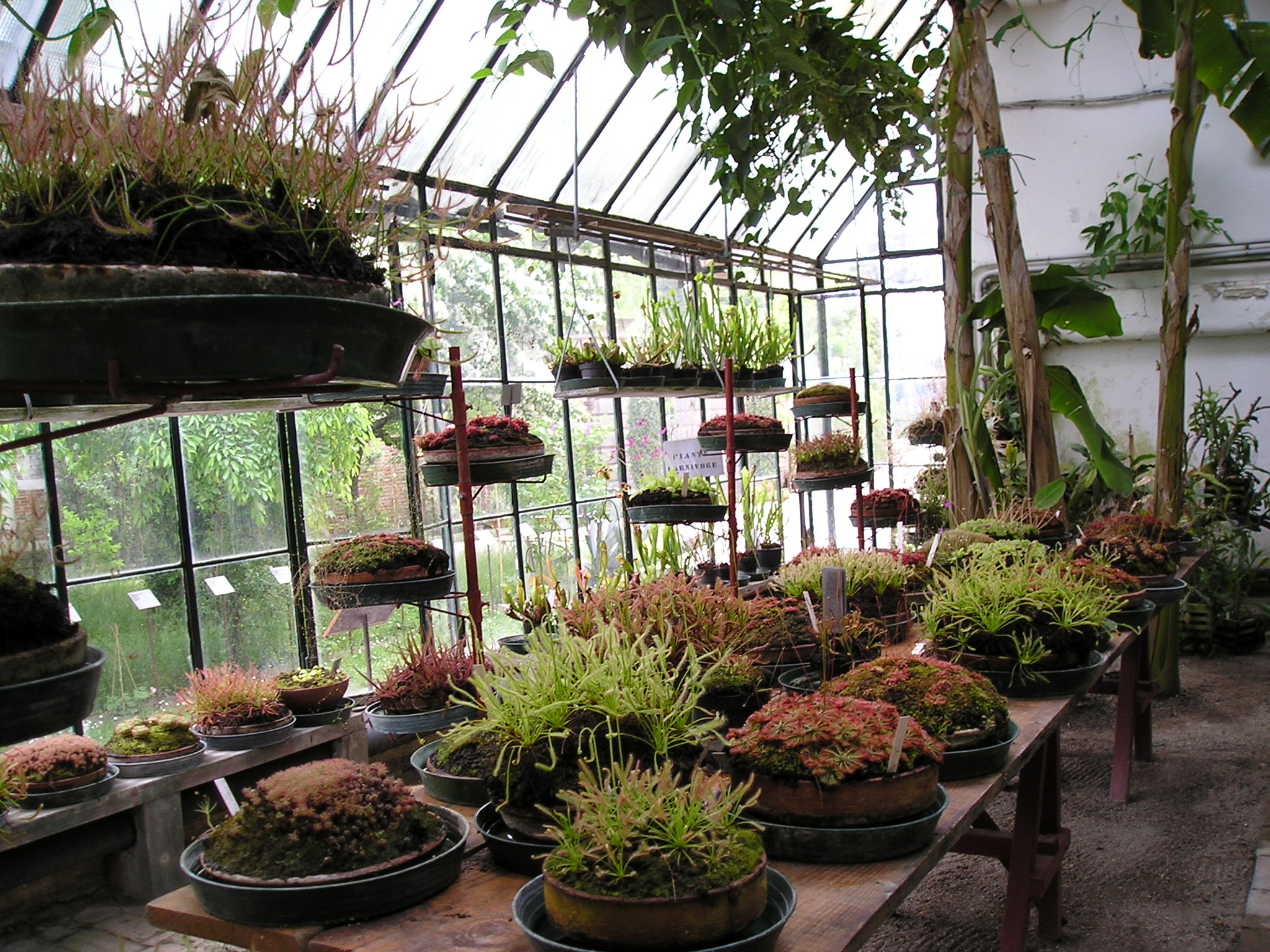
Serre des plantes insectivores.
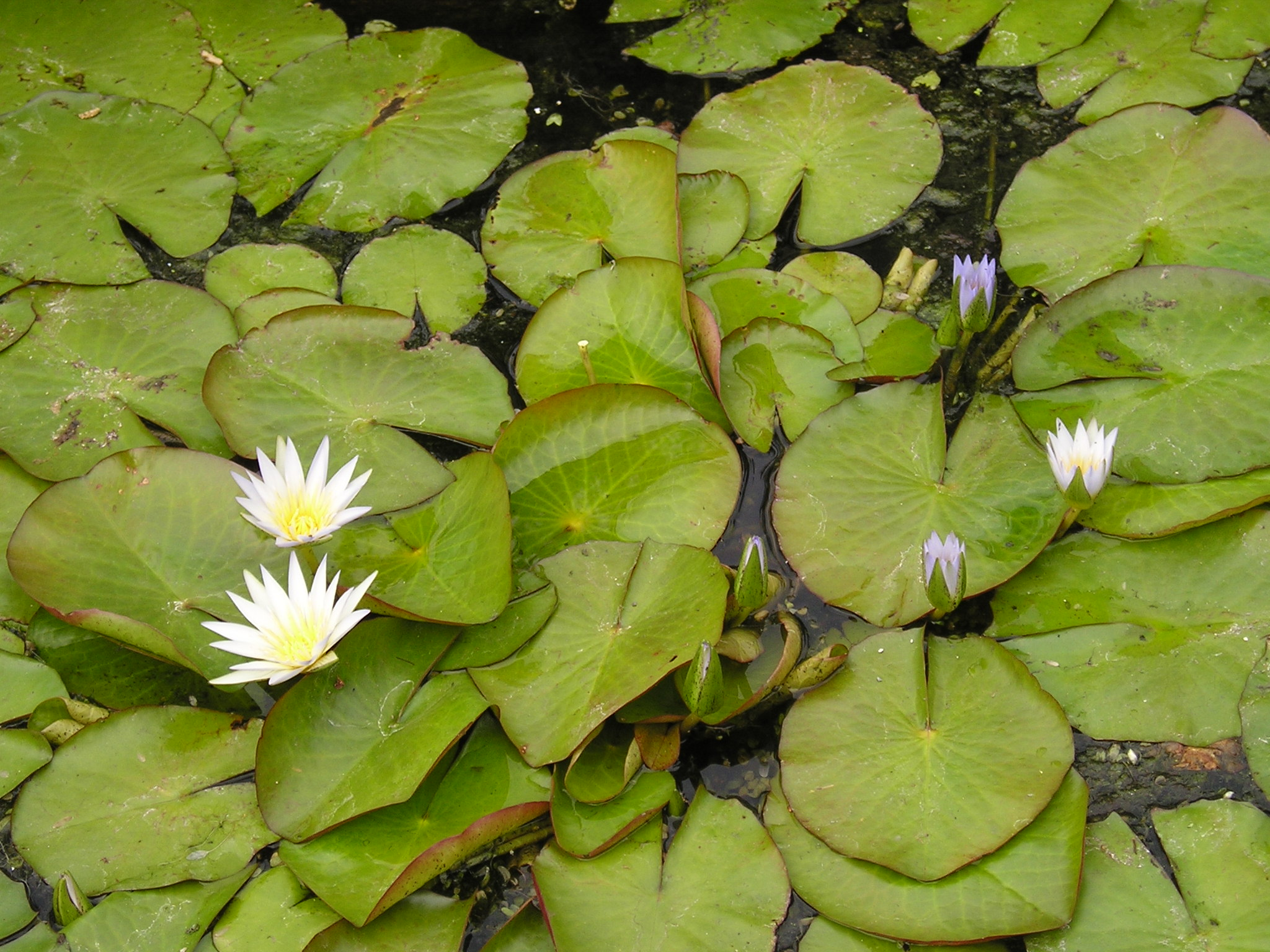
Nymphaea caerulea
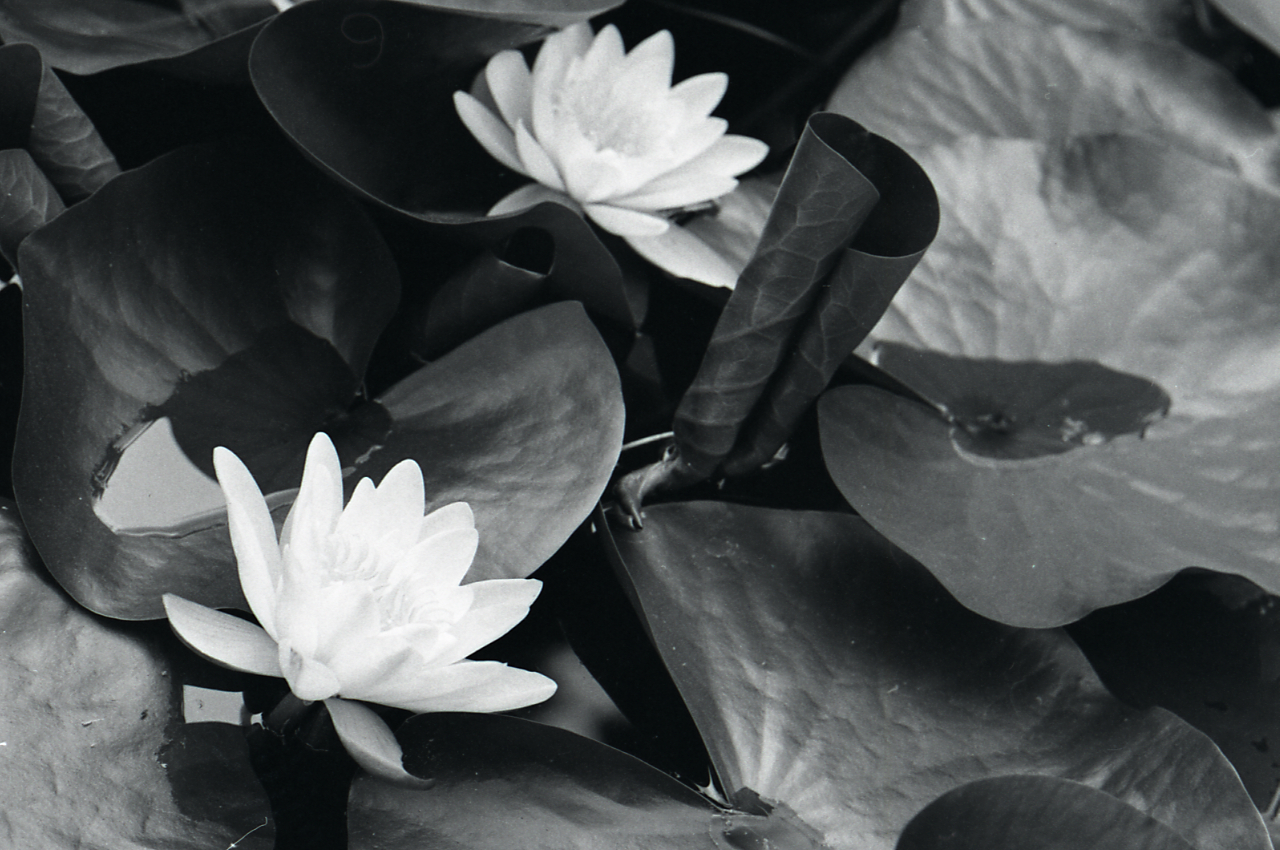
Les Nymphéas dans une photo de Paolo Monti de 1967